# Anthophora pygmaea
Anthophora pygmaea là một loài Hymenoptera trong họ Apidae. Loài này được Dours mô tả khoa học năm 1869.